# Каливия (Лименария)
Каливия или Каливес (на гръцки: Καλύβια, Καλύβες) е бивше село на остров Тасос в Северна Гърция, днес квартал на Лименария.

## География
Каливия е разположено в югозападния край на острова и е северна махала на Лименария.

## История
Църквата „Свети Георги“ е от 1902 година.
Селището е регистрирано за пръв път в 1951 година.
| Година    | 1913 | 1920 | 1928 | 1940 | 1951 | 1961 | 1971 | 1981 | 1991 | 2001 | 2011 | 2021 |
| --------- | ---- | ---- | ---- | ---- | ---- | ---- | ---- | ---- | ---- | ---- | ---- | ---- |
| Население |      |      |      |      | 1209 | 1129 | 824  | 780  | 766  |      |      |      |